# Une aventure
Pour les articles homonymes, voir Aventure (homonymie).
Pour plus de détails, voir Fiche technique et Distribution.
Une aventure est un film franco-belge de Xavier Giannoli sorti en 2005.

## Synopsis
Cécile nous raconte comment Julien qui travaille de nuit dans la vidéothèque de Paris, a rencontré Gabrielle, un soir dans la rue. Intrigué par l'air hagard et l'absence de chaussure de la jeune femme, Julien décide de la suivre jusque chez elle et comprend qu'elle est somnambule.
En devenant son ami, il décide de l'aider.

## Fiche technique
- Réalisation : Xavier Giannoli
- Scénario : Jacques Fieschi, Xavier Giannoli sur une idée de Sophia Burnett
- Produit par : Edouard Weil (producteur), Michel de Wouters (coproducteur)
- Musique : Alexandre Desplat
- Image : Yorick Le Saux
- Date de sortie en France : 31 août 2005

## Distribution
- Ludivine Sagnier : Gabrielle
- Nicolas Duvauchelle : Julien
- Bruno Todeschini : Louis
- Florence Loiret Caille : Cécile
- Estelle Vincent : Djemila
- Antoine De Prekel : Martin, le fils de Gabrielle
- Barbet Schroeder : le docteur Georges Igerman
- Christian Crahay : le père de Cécile
- Jo Deseure : la mère de Cécile
- Christine Hanckart : la mère de Gabrielle
- Muriel Jacob : Marina, la femme de Louis